# Enrique San Francisco
Enrique San Francisco, nato Rogelio Enrique San Francisco Cobo detto Quique (Madrid, 10 marzo 1955 – Madrid, 1º marzo 2021), è stato un attore spagnolo.

## Filmografia parziale

### Cinema
- Macumba story (Diferente), regia di Luis María Delgado (1962)
- La banda del Pecas, regia di Jesús Pascual (1968)
- L'ultimo colpo (Le paria), regia di Claude Carliez (1969)
- Estoy hecho un chaval, regia di Pedro Lazaga (1977)
- Las truchas, regia di José Luis García Sánchez (1978)
- ¡Arriba Hazaña!, regia di José María Gutiérrez Santos (1978)
- Navajeros, regia di Eloy de la Iglesia (1980)
- Colegas, regia di Eloy de la Iglesia (1982)
- Overdose (El pico), regia di Eloy de la Iglesia (1983)
- Vendetta (The Hit), regia di Stephen Frears (1984)
- Amanece, que no es poco, regia di José Luis Cuerda (1989)
- Il re stupito (El rey pasmado), regia di Imanol Uribe (1991)
- Orquesta Club Virginia, regia di Manuel Iborra (1992)
- Azione mutante (Acción mutante), regia di Álex de la Iglesia (1993)
- Il tiranno Banderas (Tirano Banderas), regia di José Luis García Sánchez (1993)
- La ley de la frontera, regia di Adolfo Aristarain (1995)
- Così in cielo come in terra (Así en el cielo como en la tierra), regia di José Luis Cuerda (1995)
- París Tombuctú, regia di Luis García Berlanga (1999)
- Más pena que Gloria, regia di Víctor García León (2001)
- El chocolate del loro, regia di Ernesto Martín (2004)
- Sin rodeos, regia di Santiago Segura (2018)
- 4 latas, regia di Gerardo Olivares (2019)

### Televisione
- Novela - serie TV, 8 episodi (1971-1974)
- Estudio 1 - serie TV, 8 episodi (1971-1980)
- Proceso a Mariana Pineda - miniserie TV, 5 episodi (1984)
- La bola de cristal - serie TV, 8 episodi (1985-1988)
- Miguel Servet (La sangre y la ceniza) - serie TV, 7 episodi (1989)
- Compuesta y sin novio - serie TV, 6 episodi (1994)
- Pepa y Pepe - serie TV, 4 episodi (1995)
- Colegio mayor - serie TV, 22 episodi (1994-1997)
- Los ladrones van a la oficina - serie TV, 23 episodi (1993-1997)
- Ni contigo ni sin tí - serie TV, 13 episodi (1998)
- Condenadas a entenderse - serie TV, 7 episodi (1999)
- Ellas son así - serie TV, 22 episodi (1999)
- Paso adelante (Un paso adelante) - serie TV, 2 episodi (2005)
- Cuéntame cómo pasó - serie TV, 160 episodi (2001-2008)
- Gym Tony - serie TV, 55 episodi (2016)